# Большая церковь Святого Варфоломея (Лондон)
Большая церковь Святого Варфоломея (англ. St Bartholomew-the-Great) — англиканская приходская церковь в районе Смитфилд (Сити) города Лондона (Великобритания); была основана как монастырская церковь при монастыре Святого Варфоломея. В современном здании сохранились элементы нормандской архитектуры.

## История и описание
Большая церковь Святого Варфоломея в Смитфилде была основана как монастырский храм. Сам монастырь был создан в 1123 году пребендарием собора Святого Павла по имени Раэри. Король Англии Генрих I предоставил земли под строительство. Постепенно монастырь Святого Варфоломея приобрёл репутацию лечебного учреждения. Большая часть больницы пережила Тюдоровскую секуляризацию, хотя часть монастырской церкви была разграблена перед сносом в 1543 году.
Церковь Святого Варфоломея избежала разрушения в ходе Великого лондонского пожара 1666 года, но затем пришла в упадок. К XVIII веку здание было заброшено. В конце XIX века храм был перестроен под руководством архитектора Астона Уэбба. Однако, хор сохранился в значительной степени нетронутыми со времён нормандского здания. Здание стало использоваться как приходская церковь; сохранилось крайне мало следов других монастырских построек. В 1889 году началась программа реставрации здания, в ходе которой были отреставрированы северный и южный трансепты. Восстановленный южный трансепт был освящён епископом Лондонским Фредериком Темплом 14 марта 1891 года.
Большая церковь Святого Варфоломея стала одной из немногих городских церквей, которые избежали повреждений во время Второй мировой войны, в ходе «Блица». 4 января 1950 года церковное здание было внесена в список памятников архитектуры первой степени (Grade I). В апреле 2007 года церковь Святого Варфоломея стала первой англиканской приходской церковью, которая начала взимать плату за вход с туристов, не посещающих богослужение.